# United Plankton Pictures
United Plankton Pictures Inc és una companyia discogràfica fundada el 1999 com una divisió de Nickelodeon Animation Studios per l'únic propòsit de la creació de dibuixos animats de Bob Esponja i possiblement altres, d'acord amb Stephen Hillenburg. Com el nom de l'empresa implica, és una referència a Plankton, el personatge en la sèrie.
El seu logotip (que apareix al final de cada episodi de Bob Esponja) és el plàncton mateix (en una forma basta de dibuix a mà) agafat de la mà dels membres de la família, recordant d'alguna manera l'episodi "L'Exèrcit de Plankton".

## Xous
- SpongeBob SquarePants (1999-)

## Produccions

### Sèries TV
- SpongeBob SquarePants (1999–present) (amb Nickelodeon Productions)

### Pel·lícules
- The SpongeBob SquarePants Movie (2004) (amb Nickelodeon Movies i Paramount Pictures)

## Films curts
- The Green Beret (1991)
- Wormholes (1992)
- Nickelodeon ID: SpongeBob's Bubble (1999)
- The Endless Summer (2005)
- A Random Act of SpongeBob Shorts (2006)